# Guy Hermet
Pour les articles homonymes, voir Hermet.
Guy Hermet, né le 14 juin 1934 à Paris, est un sociologue, politologue et historien français.

## Biographie

### Jeunesse et études
Guy Hermet est docteur en sociologie et docteur d'État ès Lettres.

### Parcours professionnel
Il est chercheur à la Fondation nationale des sciences politiques à partir de 1962 et jusqu'en 1976. Cette année-là, il devient directeur du Centre d'études et de recherches internationales de l'Institut, poste qu'il occupe jusqu'en 1985. Il entreprend un élargissement du chap d'études du centre. 
Il enseigne à l'Institut d'études politiques de Paris de 1985 à 1999. De 1988 à 1992, il est aussi professeur à l'université de Lausanne. En 1995, il est professeur à l'Institut de hautes études internationales. De 1990 à 2000, il est professeur à l'université libre de Bruxelles, puis entre 2003 et 2004, professeur invité à l'université de Montréal.
Il a créé l'Institut des hautes études de développement à Bogota en 1980. 
Il est docteur honoris causa de l'université complutense de Madrid.

## Domaines de recherche
Guy Hermet a étudié les régimes autoritaires hispaniques. Ses recherches se sont ensuite tournées vers l'analyse des transitions démocratiques dans l'Europe méridionale et l'Amérique latine avant de porter sur les évolutions « post-démocratiques » récentes. 
Il a également porté une attention particulière au populisme et tenté d'établir une typologie des populismes à partir des usages très variables de ce terme. 
Ses travaux les plus récents portent sur l'épuisement de la démocratie en tant que régime finissant, auquel se substituent de façon non déclarée des systèmes de « gouvernance » encore mal définis (L'Hiver de la démocratie ou le nouveau régime, Paris, Armand Colin, 2007).
Guy Hermet est coauteur, avec Bertrand Badie, Pierre Birnbaum et Philippe Braud, du Dictionnaire de la science politique et des institutions politiques.
Il croit la forme actuelle de la démocratie vouée à disparaître. 

## Publications
- Les Espagnols en France. Immigration et culture, Paris, Éditions ouvrières, 1967.
- Les communistes en Espagne, Paris, Librairie Armand Colin, 1971
- L'Espagne de Franco, Paris, A. Colin, 1974, prix Marie-Eugène Simon-Henri-Martin de l’Académie française en 1975
- Les catholiques dans l'Espagne franquiste, Paris, Presses de Sciences Po, 1980[6]
- Totalitarismes, Paris, Economica, 1985
- Sociologie de la construction démocratique, Economica, 1985
- Le peuple contre la démocratie, Paris, Fayard (Coll. L'espace du politique), 1989
- La guerre d'Espagne, Paris, éd. du Seuil, coll. « Points histoire » (no 124), 1989, 339 p., couv. ill. en coul. ; 18 cm (ISBN 2-02-010646-9 et 978-2-02-010646-7, BNF 35009550)
  - La guerre d'Espagne, Paris, éd. du Seuil, coll. « Points histoire » (no 124), 2017 (éd. revue et augmentée) (1re éd. 1989), 352 p. (ISBN 978-2-7578-6645-0 et 2-7578-6645-1)
- Politique comparée, Paris, PUF (Thémis) En collaboration avec B. Badie, 1990
- Culture et démocratie, Paris, Albin-Michel, UNESCO, 1993
- Les désenchantements de la liberté, Fayard, 1993
- Le Passage à la démocratie, Paris, Presses de Sciences Po (Bibliothèque du Citoyen), 1996
- Histoire des nations et du nationalisme en Europe, Paris, Seuil (Coll. Points), 1996
- La Démocratie, Paris, Flammarion, coll. « Dominos », 1997
- La trahison démocratique, Paris, Flammarion, 1998
- Culture et développement, Paris, Presses de Sciences Po, 2000
- Les Populismes dans le monde, Paris, Fayard, 2001
- La Gouvernance : un concept et ses applications, Paris, Karthala (codirection d'ouvrage), 2005
- Dictionnaire de la science politique, Paris, Armand Colin, 2005
- L'Hiver de la démocratie ou le nouveau régime, Paris, Armand Colin, 2007
- Exporter la démocratie ?, Paris, Presses de Sciences Po, 2008
- Aphorismes et citations politiques, Paris, Presses de Sciences Po, 2011
- Démocratie et autoritarisme, Paris, Editions du Cerf, 2012
- Dictionnaire de la science politique et des institutions politiques, Paris, Armand Colin (codirection d'ouvrage, 8e édition revue et augmentée), 2015
- Comment (bien) choisir son gouvernement et autres citations politiques, Paris, Presses de Sciences Po, 2016
- Les sources chrétiennes de la démocratie, Paris, Karthala, 2020

## Décoration
- Chevalier dans l’ordre national du mérite
- Chevalier de l'Ordre de San Carlos (Colombie)